# Kriegers Flak
Kriegers Flak ist ein stellenweise nur 8 bis 15 Meter unter dem Meeresspiegel liegendes Riff in der Ostsee. Es ist benannt nach dem dänischen Marineoffizier Christian Krieger (1809–1849) und der dänischen Bezeichnung flak für ein Flach / eine Untiefe. 
Kriegers Flak liegt nördlich von Rügen und südlich von Schonen. Sein westlichster Punkt liegt ungefähr 15 Kilometer östlich der dänischen Insel Møn. Damit liegt es hauptsächlich in der ausschließlichen Wirtschaftszone (AWZ) von Dänemark und zum kleinen Teil in den AWZ von Deutschland und Schweden.

## Offshore-Windparks
Auf Kriegers Flak liegen die folgenden Offshore-Windparks:
- Offshore-Windpark Kriegers Flak in der dänischen AWZ
- Offshore-Windpark EnBW Baltic 2 in der deutschen AWZ